# Dichorisandra thyrsiflora
Gingembre bleu
Espèce
Synonymes
- Dichorisandra ovata  Paxton   (1849) [1]
- Stickmannia thyrsiflora (J.C.Mikan) Kuntze   (1891)

Dichorisandra thyrsiflora, le gingembre bleu, est une espèce de plantes à fleurs de la famille des Commelinaceae. Elle ressemble au gingembre dans sa manière de pousser et par son habitat, mais est plutôt liée en réalité aux misères (le genre Tradescantia). Cette plante est originaire des forêts tropicales d'Amérique centrale et du Sud, en particulier dans la végétation de la forêt atlantique au Brésil, dans les États de Bahia, Minas Gerais et Rio de Janeiro. Elle est cultivée pour ses jolies tiges tachées et son grand feuillage brillant qui se maintient horizontalement, surmonté de fleurs bleues voyantes.
Elle a été décrite pour la première fois par le naturaliste Johann Christian Mikan en 1823.
D. thyrsiflora a été cultivée pour la première fois en Angleterre en 1822, et est signalée dans le catalogue de Sir William MacArthur des plantes qu'il avait cultivées à Camden, au sud-ouest de Sydney (1857). Elle s'est naturalisée dans une petite région du nord-est de la Nouvelle-Galles du Sud en Australie.
Le nom latin de l'espèce thyrsiflora signifie « avec des grappes de fleurs qui ressemblent à du thym ».